# ريو راميرز
ريو راميرز (بالإنجليزية: Rio Ramirez)‏ هو لاعب كرة قدم أمريكي، ولد في 6 فبراير 1998 في أرلينغتون في الولايات المتحدة.